# Ценностна система
Ценностната система е съгласуван набор от етични ценности на дадено лице, организация или общество, които служат като стандарт за насочване на човешкото поведение във всички ситуации. Добре дефинирана ценностна система е моралният кодекс.
В изкуството ценностите и системите за стойност на художественото творчество се измерват с естетическите категории.

## Лична и културна ценностна система
- Личната ценностна система е присъща само на един индивид. Тя се формира в продължение на три главни периода: първи период – от раждането до 7-годишна възраст, втори период – от 8 до 13 -годишна възраст и трети период – от 13 до 21-годишна възраст. Личната ценностна система осигурява вътрешното знание на индивида за това кое е добро, полезно, важно, красиво, желано, конструктивно и т.н. Тези знания се наричат ценности (стойности) и генерират поведението на личността.

Съществуват четири категории лична ценностна система:
1. Лични ценности
2. Духовни ценности
3. Кариерни ценности
4. Семейни ценности

- Културната (обществена) ценностна система е присъща на дадена група, организация или общество. Някои обществени ценностни системи се материализират под формата на юридически кодекси или закони.

Ако член на дадена група изразява ценност (стойност), която е в противоречие с ценностите на групата, определени органи на групата могат да насърчават или заклеймяват това несъответствие. Например лишаването от свобода е резултат от конфликт със социалните норми, които държавата е установила чрез закон.
След закона, моралът е основен източник на правото.